# Parema penetrans
Parema penetrans är en stekelart som först beskrevs av Smith 1858.  Parema penetrans ingår i släktet Parema och familjen brokparasitsteklar. Utöver nominatformen finns också underarten P. p. cephalotes.